# Barbara Rudnik
Barbara Rudnik (Wehbach, 27 luglio 1958 – Wolfratshausen, 23 maggio 2009) è stata un'attrice tedesca.
Tra cinema e televisione, partecipò ad oltre un centinaio di differenti produzioni, a partire dall'inizio degli anni ottanta.

## Biografia
Dal 2006 al 2009 è nel cast principale della serie televisiva Commissario Laurenti, dove interpreta il ruolo di Laura Laurenti, la moglie del commissario Proteo Laurenti (interpretato dall'attore Henry Lübchen).
Muore di cancro il 23 maggio 2009, a 50 anni.

## Filmografia parziale

### Cinema
- Tennessee Stud - cortometraggio (1980)
- Kopfschuß, regia di Beate Klöckner (1981)
- Love Unlimited, regia di Markus Bräutigam (1982)
- Tausend Augen (1984)
- Douce France (1986)
- Müllers Büro (1986)
- Gardemariny III (1992)
- Rotwang muß weg! (1994)
- Das stille Haus (1995)
- Schnee in der Neujahrsnacht (1999)
- Come Sweet Death, regia di Wolfgang Murnberger (2000)
- 300 ore per innamorarsi, regia di Til Schweiger (2007)

### Televisione
- Altosax - film TV (1980)
- Capriccio infernale - film TV (1982)
- Un caso per due - serie TV, episodi 03x01-08x06 (1983-1988)
- Il commissario Köster (Der Alte) - serie TV, episodio 9x01 (1985)
- Kein Alibi für eine Leiche - film TV (1986)
- Irgendwie und sowieso - serie TV, episodi 01x08-01x10-01x12 (1986)
- Faber l'investigatore - serie TV, episodi 01x28-02x0-97x14 (1986-1997)
- Camillo Castiglioni oder die Moral der Haifische - film TV (1988)
- Meister Eder und sein Pumuckl - serie TV, episodio 02x17 (1989)
- Peter Strohm - serie TV, episodio 01x04 (1989)
- Dick Francis: In the Frame - film TV (1989)
- Für immer jung - film TV (1991)
- Eurocops - serie TV, episodi 02x01-05x11 (1989-1992)
- SOKO 5113 - serie TV, episodi 09x09-11x09 (1990-1993)
- Vater braucht eine Frau - serie TV, episodio 01x04 (1993)
- Glückliche Reise - serie TV, episodio 03x09 (1993)
- Auf Achse - serie TV, episodio 06x06 (1993)
- Zwei zum Verlieben - serie TV, episodio 01x04 (1994)
- Il grande fuoco - miniserie TV (1995)
- L'uomo del rasoio - film TV (1995)
- Tatort - serie TV, 5 episodi (1995-2004)
- Männer sind was Wunderbares - serie TV, episodi 01x03-01x04 (1996)
- Attenti a quei tre - serie TV, episodio 01x09 (1996)
- L'assassino del parcheggio - film TV (1996)
- Der gefälschte Sommer - film TV (1996)
- Maître Da Costa - serie TV, episodio 01x02 (1997)
- L'angelo e l'assassino - film TV (1997)
- Wilsberg - serie TV, episodio 01x02 (1998)
- Solo für Klarinette - film TV (1998)
- Ein starkes Team - serie TV, episodio 01x09 (1998)
- Il mostro del lago di Costanza - film TV (1999)
- Zwei Brüder - serie TV, episodio 06x03 (1999)
- Entre l'arbre et l'écorce - film TV (2000)
- Ghettokids - film TV (2002)
- Polizeiruf 110 - serie TV, episodi 31x02-32x03 (2002-2003)
- Der Bulle von Tölz - serie TV, episodio 01x50 (2004)
- Commissario Laurenti - serie TV (2006-2009)
- Nessuno vuole credermi - film TV (2007)
- Lüg weiter, Liebling - film TV (2010)

## Riconoscimenti
- 1996: Premio Adolf Grimme per Der Sandmann
- 2002: Nomination alla Goldene Kamera per Tödliches Vertrauen
- 2006: Goldene Kamera come miglior attrice tedesca